# Pompa circense

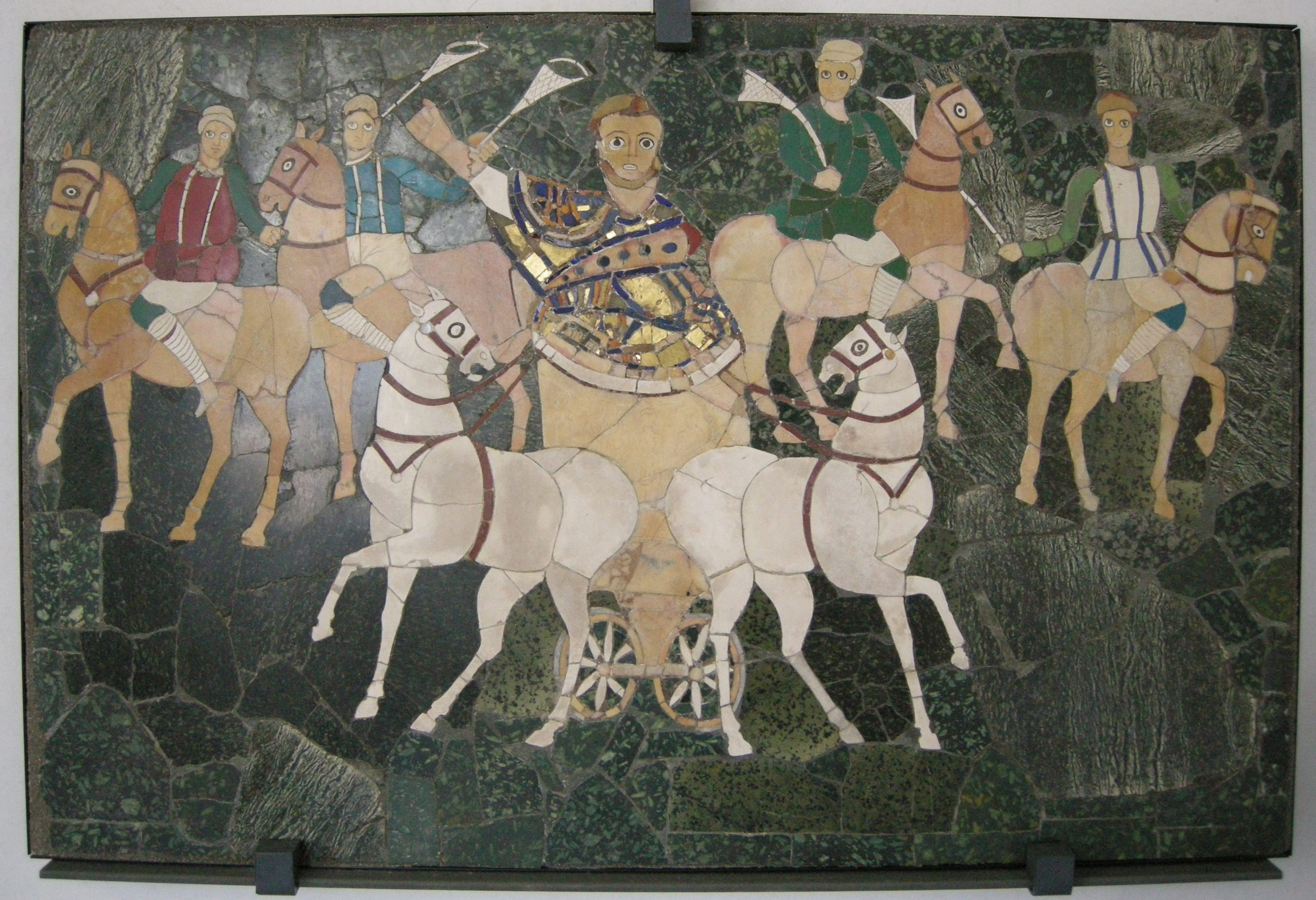
O magistrado presidente da pompa circense cavalga em uma carroça de dois cavalos. Atrás dele estão os nobres jovens que lideram a parada em cavalos (opus sectile do século IV da Basílica de Júnio Basso)

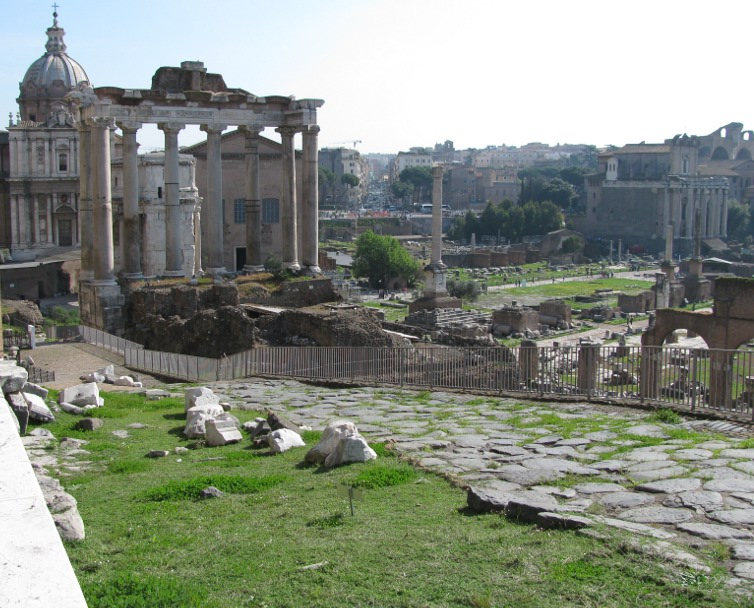
Aclive Capitolino

Pompa circense (em latim: pompa circensis; lit. "parada do circo"), na Roma Antiga, foi uma procissão que precedeu os jogos oficiais (jogos) realizados no circo como parte dos festivais religiosos e outras ocasiões. Similar à procissão triunfal, presume-se que teve correlações com esta, embora é igualmente plausível a teoria de uma criação por meio da congregação de elementos romanos, gregos e etruscos. Iniciando no Capitólio, perpassou um rota pré-determinada em direção ao Circo Máximo, local onde os Jogos Circenses eram realizados. Durante o Império Romano, seu trajeto foi alterado inúmeras vezes e elementos novos foram incorporados a ela, incluindo as imagens da família real júlio-claudiana.

## Descrição
A descrição mais detalhada da pompa circense durante a República Romana é dada por Dionísio de Halicarnasso, baseado em observação ocular, e pelo historiador Quinto Fábio Pictor, que disse que estava descrevendo os Jogos Romanos originais; Fábio pode, contudo, ter sido mais influenciado pelo que viu na pompa dos Jogos Seculares em 249 a.C.. A procissão começava do Capitólio, embora o Aclive Capitolino viesse do Fórum Romano. Ela então prosseguiu ao longo da Via Sacra e passou através do Vico Toscano até chegar ao Circo Máximo.
A procissão foi liderada por dois rapazes da nobreza (nobiles) andando a cavalo, seguido por garotos a pé que seriam futuros infantes. Próximo a eles veio os cocheiros e atletas que competiam nos jogos. Grupos de dançarinos seguiram o acompanhamento musical realizado em aulos, um tipo de instrumento de madeiras, e a lira. Os dançarinos eram divididos em duas classes por idade (homens, jovens e crianças). Trajando túnicas púrpura, eles empunhavam espadas e pequenas lanças em danças de guerra similares aos pírricos cretenses. Os dançarinos adultos também trajavam elmos de bronze com "cristas e asas conspícuas."
Um coro vestido como sátiros e silenos seguiu os dançarinos armados e arremedou-os. Eles estavam vestidos em túnicas de lã, guirlandas de diferentes tipos de flores e tangas de pele de cabra, com seus cabelos dispostos fora da cabeça em tufos. A aparência dos satiristas nos Jogos Romanos originais é a referência mais antiga conhecida de sátiros na cultura romana. Embora Dionísio sugira que tanto os dançarinos de guerra como os dançarinos báquicos eram imitações dos gregos, os dançarinos armados tinham o precedente romano dos sacerdotes sálios, que dançaram com espada e escudo, e o papel dos sátiros parece basear-se no costume etrusco.

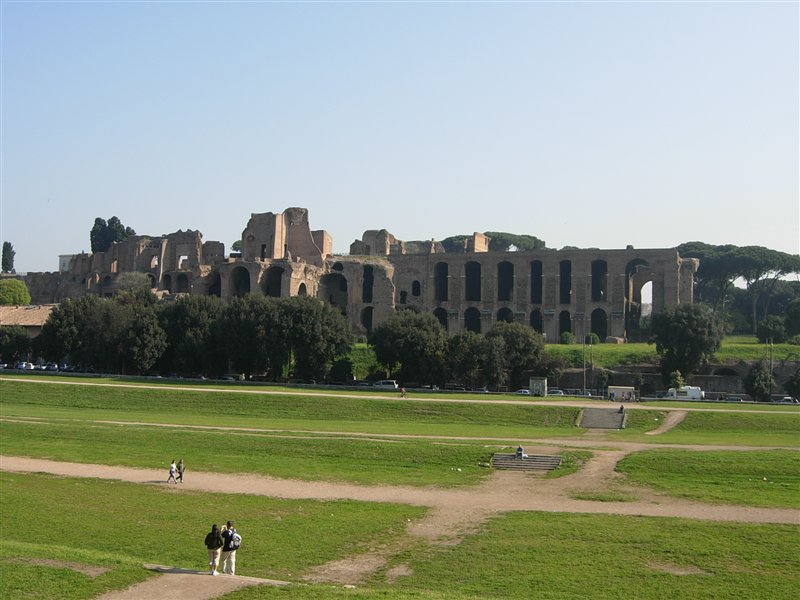
Circo Máximo

A procissão concluía-se com homens portando tigelas douradas e perfumes, e então as estátuas dos deuses carregados em liteiras (fércula), com seus atributos (exúvias) transportados separadamente em bigas ou carroças especiais (tensas). As tensas foram puxadas por garotos cujas mães e pais ainda estavam vivos. As imagens e exúvias eram dispostas no circo, provavelmente sobre a plataforma de madeira chamada pulvinar.
O magistrado que presidia os jogos cavalgava em uma biga de dois cavalos e trajava o tradicional vestuário do general triunfante (triunfador). De acordo com Theodor Mommsen, a pompa circense era simplesmente uma redefinição da procissão triunfal, à qual a apresentação dos jogos eram originalmente ligados. Após os jogos começarem a ser apresentados em separado do triunfo, o magistrado presidente tomou o lugar do triunfador na parada. H. S. Versnel considera a pompa como uma mistura de elementos gregos, romanos e etruscos. Frank Bernstein argumentou que a tradição da origem etrusca é essencialmente sólida, e que os jogos do circo e suas procissões de abertura foram estabelecidos durante o período régio sob os reis etruscos como parte do culto de Júpiter Capitolino.

## Durante o império

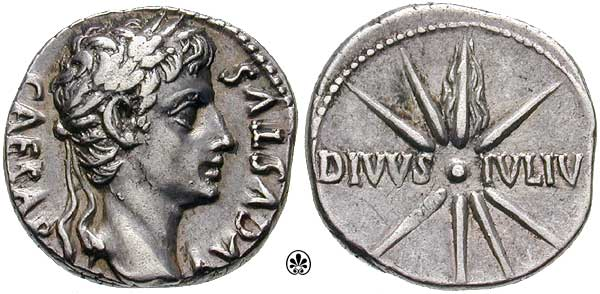
Denário cunhado ca. com efígie de Augusto r.

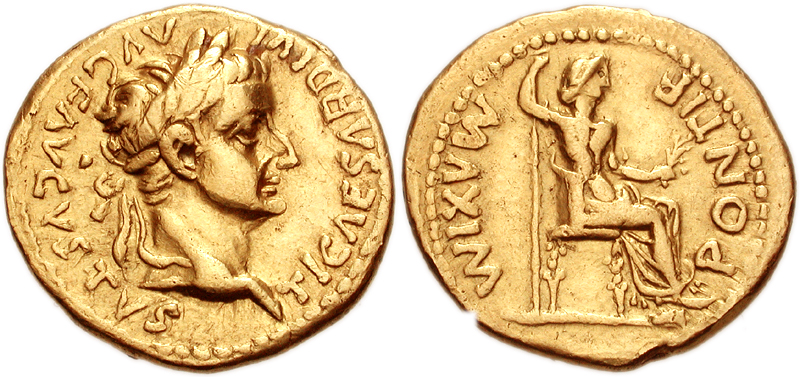
Áureo com efígie de Tibério r.

A pompa circense passou por uma mudança significativa durante a ditadura de Júlio César, quando sua imagem e carroça foram adicionadas à procissão. Durante os reinados de Augusto (r. 27 a.C.–14 d.C.) e Tibério (r. 14–37), outros membros da família imperial foram representados por imagens e selas (sellae; assentos especiais ou tronos; ver assento curul). Então tornou-se costumeiro no século I ter as imagens da família imperial junto daquelas das deidades. Pelo tempo de Tibério, foi incorporado à rota da parada o Templo de Marte Vingador, construído por Augusto, que absorveu várias cerimônias formalmente realizadas no Templo de Júpiter Capitolino. A nova rota estendida teria que passar ao lado do Fórum de Augusto.
O sacerdócio dos irmãos arvais realizou um sacrifício quando estes Jogos Circenses eram realizados em conjunção com várias celebrações do culto imperial. Até o reinado de Nero (r. 54–68), os sacrifícios arvais foram feitos no Capitólio, onde a procissão tradicional começou. Contudo, em algum momento durante o início do império, os arvais fizeram seus sacrifícios no novo Templo do Divino Augusto na ocasião dos Jogos Marciais, dos Jogos Augustais e o aniversário de Augusto. Nestas épocas, a procissão começou lá. A topografia coberta pela rota da parada podia variar de acordo com o desejo simbólico da ocasião.
Uma rota mais tradicional da parada foi restaurada sob a dinastia flaviana. O Capitólio foi novamente o foco, e os templos mais explicitamente conectados aos júlio-claudianos foram menos centrais, embora as imagens da família imperial continuou a ser exibida. A rota foi expandida para passar pelo Campo de Marte no tempo de Domiciano (r. 81–96), que construiu um grande templo para os divinizados Vespasiano (r. 69–79) e Tito (r. 79–81) lá. Durante o século II, a rota da pompa circense provavelmente tornou-se similar àquela do triunfo. A pompa circense então desenvolveu-se como um meio altamente visível para expressar a nova ordem política e religiosa do império.